# Віталія (Чернеча Слобода)
Футбольний клуб ТОВ «Віталія» Чернеча Слобода — український аматорський футбольний клуб з с. Чернеча Слобода, Конотопського району, Сумської області, заснований у 1997 році. Виступає у Чемпіонаті та Кубку Сумської області. Домашні матчі приймає на стадіоні «Локомотив» в Конотоп. З 2022 року команда стартувала в обласних змаганнях.

## Досягнення
- Чемпіонат Сумської області з футболу
 Срібний призер: 2022[2]
- Кубок Сумської області з футболу
 Фіналіст: 2022[3], 2024[4]
- Суперкубок Сумської області з футболу
 Фіналіст: 2023
- Перша ліга чемпіонату Сумської області з футболу
 Бронзовий призер: 2023[5]
- Чемпіонат Конотопського району з футболу
 Переможець (2): 2022[6], 2023[7]
 Срібний призер: 2018[8]